# Мухтар-Сіді (емір Бракни)
Мухтар-Сіді (д/н — 1844) — 11-й емір Бракни в 1841—1843 роках.

## Життєпис
Походив з династії ульд-абддалах, гілки ульд-сієд. Син Сіді Мухаммада. 1841 року після смерті стриєчного брата — еміра Ахмеду I — оголошений новим еміром. Спирався на клани ульд-нормах і ульд-мансур. Це викликало невдоволення більшості представників правлячого роду ульд-сієд на чолі з Бубакара ульд Ходіє, які висунули претендентом Мухаммада Раджела.
Стрийки еміра Аль-Хіба і бакар рушили до Мамаду Біран Ваана, імама Фута-Торо, по допомогу. Але в цей час Мухаммад Раджел завдав поразки Мухтор-Сіді, що мусив тікати зі свого табору. Потім Аль-Хіба і Бакар, що прибули до Бракни, також зазнали поразки.
Зрештою 1843 року втік до Сен-Луї, де був арештований за колишній напад на французький караван. Засланий до Габону, де утримувавши в Форті Омаль. 1844 року зумів втекти, але незабаром схоплений. 1845 року родичі клопотали про звільнення колишнього еміра, проте марно. 1848 року надійшло рішення французького уряду про звільнення Мухтар-Сіді, проте той невдовзі помер.